# Paul Fraenckel
Paul Fraenckel (* 14. Juni 1874 in Neapel; † 10. September 1941 in Berlin) war ein deutscher Rechtsmediziner.

## Leben
Fraenckel besuchte das Gymnasium in Frankfurt a. O. und studierte Medizin in Berlin und Heidelberg. Am 9. August 1898 promovierte er in Berlin zum Thema Über die Dauerresultate der vaginalen Totalexstirpation bei Carcinoma uteri. Anschließend war er zunächst Assistent an der Medizinischen Klinik in Göttingen, dann an der II. medizinischen Klinik der Charité und der Unterrichtsanstalt für Staatsarzneikunde in Berlin.
Im Jahr 1909 habilitierte er sich für gerichtliche Medizin, 1914 wurde er zum außerordentlichen Professor berufen. 1926 wurde er als Nachfolger Fritz Straßmanns kommissarischer Direktor des Instituts für gerichtliche Medizin; 1930 folgte ihm in dieser Position Victor Müller-Heß (1883–1960).
Zu Fraenckels wissenschaftlichen Schwerpunkten zählten Forschungen zu den physikalisch-chemischen Eigenschaften des Blutes. Neben seiner Tätigkeit als Forensiker war er Mitherausgeber der Deutschen Zeitschrift für die gesamte gerichtliche Medizin.  Fraenckel und der Forensiker Fritz Straßmann obduzierten und identifizierten eine zum 1. Juni 1919 an einer Schleuse im Landwehrkanal geborgene Frauenleiche als den Leichnam von Rosa Luxemburg, was jedoch in Frage gestellt wird.
Nach der Machtübernahme der Nationalsozialisten musste Fraenckel 1933 aufgrund seiner jüdischen Abstammung seinen Lehrstuhl und seine Tätigkeit als Gerichtsarzt beim Berliner Polizeipräsidium aufgeben. 1935 wurde er beurlaubt, 1936 wurde ihm die Venia legendi und 1938 die Approbation entzogen. 1935 verschwand sein Name aus dem Titelblatt der von ihm lange Zeit im Springer Verlag herausgegebenen Deutschen Zeitschrift für die gesamte gerichtliche Medizin. 1941 beging Fraenckel kurz vor Inkrafttreten der Polizeiverordnung über die Kennzeichnung der Juden Suizid.

## Werke
- Die kriminellen Vergiftungen. In: Fritz Straßmann: Medizin und Strafrecht. Ein Handbuch für Juristen, Laienrichter und Ärzte. Berlin 1911.
- Beiträge zu: Theodor Lochte: Gerichtsärztliche und polizeiärztliche Technik. Ein Handbuch für Studierende, Ärzte, Medizinalbeamte und Juristen. Wiesbaden 1914.